# Џон Торингтон
Џон Шо Торингтон (енгл. John Shaw Torrington; 1825. - 1. јануар 1846) био је енглески истраживач. Био је део експедиције која је пронашла Северозападни пролаз, али је умро на путовању и сахрањен је на острву Бичи. Његово је тело ексхумирано 1984. у покушају да се утврди узрок смрти. Његово тело је због хладноће постало мумија.

## Експедиција
Био је део експедиције коју је водио истраживач Арктика, Џон Френклин. Током експедиције, откривен је Северозападни пролаз у Канади. Кренули су са два брода из Енглеске 19. маја 1845. године. Мислило се да ће пут трајати око 3 године. Међутим, након јула 1845. нико није поново видео посаду бродова.

## Аутопсија
17. августа 1984. су Торингтонови потомци желели пронаћи Џонов гроб. Торингтонов ковчег су пронашли 1,5 метар испод земље и леда. Када су отворили сандук, открили су да је његово тело јако добро очувано. Но пре него су видели тело морали су отопити лед у којем је тело било. Открили су да је Торингтон био јако болестан у тренутку смрти. Био је јако мршав тако да су сва његова ребра била видљива. Тежио је само 38,5 килограма. Након открића тела, узели су узорке ткива. Узорци су показали да је Торингтоново тело вероватно било ускладиштено на броду док је његов гроб копан. Његов мозак је скоро у потпуности нестао. На плућима су били ожиљци од туберкулозе од које је боловао. Анализа тела показала је како је у коси и ноктима имао повишен ниво олова. Тиме је закључено да је Торингтон умро од упале плућа. Вероватно је конзервирао храну у којој је било олова.